# Буковски (планируемый фильм)
«Буко́вски» (англ. Bukowski) — драматический биографический фильм режиссёра Джеймса Франко о молодых годах американского писателя немецкого происхождения Чарльза Буковски.

## Сюжет
Фильм описывает молодость Чарльза Буковски: жестокий отец, уродующее заболевание, алкоголизм, и побег от всего этого через литературные формы.

## В ролях
| Актёр             | Роль                      |
| ----------------- | ------------------------- |
| Джош Пек          | Чарльз Буковски           |
| Джейкоб Лоеб      | Хэнк Буковски             |
| Тим Блейк Нельсон | Генри Буковски            |
| Алекс Кингстон    | Катарина Буковски         |
| Тео Халм          | Франк Салливан            |
| Кигэн Аллен       | Джимми Хэддокс            |
| Шеннен Доэрти     | молодая Катарина Буковски |
| Джейк Эллиот      | молодой Хэнк Буковски     |
| Майлз Эллиот      | Рон Миллер                |

## Производство
Джеймс Франко долгое время планировал экранизировать полуавтобиографический роман Чарльза Буковски «Хлеб с ветчиной», рассказывающий о взрослении Генри Чинаски — альтер-эго автора — в Лос-Анджелесе во времена Великой депрессии. В январе 2009 года, Франко заключил с правообладателем романа Сирилом Хамфрисом соглашение, позволяющее снять фильм по произведению, однако его срок истёк в ноябре 2010 года. После этого, Франко всё же продолжил работу над проектом.
Съемки начались 22 января 2013 года в Лос-Анджелесе. Через две недели команда фильма взяла перерыв с плановым возобновлением съёмок в марте 2013 года. Однако в тот же момент начался конфликт с правообладателем. В апреле 2014 года Хамфрис объявил о подаче в Федеральный суд Калифорнии иска против Франко и компании «RabbitBandini Productions», утверждая, что он взялся адаптировать произведение без покупки прав.
Планировалось, что фильм выйдет в прокат в конце 2014 года.